# Đura Mešterović
Đura Mešterović, srbski vojaški zdravnik in general, * 18. maj 1908, † 15. junij 1990.

## Življenjepis
Končal je beograjsko Medicinsko fakulteto. Med letoma 1937 in 1939 je sodeloval v španski državljanski vojni; leta 1938 je postal član KPJ.
Med drugo svetovno je opravljal različne sanitetne naloge v Jugoslaviji, Italiji in Sovjetski zvezi.
Po vojni je bil med drugim načelnik Sanitetne uprave JLA in predsednik Rdečega križa Jugoslavije.